# Tabernaemontana coffeoides
Tabernaemontana coffeoides är en oleanderväxtart som beskrevs av Boj. och A. Dc.. Tabernaemontana coffeoides ingår i släktet Tabernaemontana och familjen oleanderväxter. Inga underarter finns listade i Catalogue of Life.